# Eddie Russo
Eddie Russo,  ameriški dirkač Formule 1, * 19. november 1925, Chicago, Illinois, ZDA, † 14. oktober 2012, King, Wisconsin, ZDA.
Eddie Russo je med letoma 1955 in 1960 sodeloval na ameriški dirki Indianapolis 500, ki je med letoma 1950 in 1960 štela tudi za prvenstvo Formule 1. Najboljši rezultat je dosegel na dirki leta 1955, ko je zasedel dvaindvajseto mesto.